# جاك غوثري
جاك غوثري (بالإنجليزية: Jack Guthrie)‏ هو مغني وكاتب أغاني أمريكي، ولد في 13 نوفمبر 1915 في Olive, Oklahoma ‏ في الولايات المتحدة، وتوفي في 15 يناير 1948 في ليفيرموري في الولايات المتحدة.

## وصلات خارجية
- جاك غوثري على موقع IMDb (الإنجليزية)
- جاك غوثري على موقع ميوزك برينز (الإنجليزية)
- جاك غوثري على موقع ديسكوغز (الإنجليزية)